# Nouvelle-Zélande aux Jeux olympiques d'été de 1988
La Nouvelle-Zélande participe aux Jeux olympiques d'été de 1988 à Séoul. 83 athlètes néo-zélandais, 67 hommes et 16 femmes, ont participé à des compétitions dans 16 sports. Ils y ont obtenu 13 médailles : 3 d'or, 2 d'argent et 8 de bronze.

## Médailles
| Médaille | Discipline  | Épreuve                     | Athlète                                                            | Performance | Date |
| -------- | ----------- | --------------------------- | ------------------------------------------------------------------ | ----------- | ---- |
| Or       | Voile       | Lechner hommes              | Bruce Kendall                                                      |             |      |
| Or       | Canoë-kayak | K-2 500 m Hommes            | Ian Ferguson et Paul MacDonald                                     |             |      |
| Or       | Équitation  | Concours complet individuel | Mark Todd                                                          |             |      |
| Argent   | Voile       | Tornado                     | Rex Sellers et Chris Timms                                         |             |      |
| Argent   | Canoë-kayak | K-2 1000 m Hommes           | Ian Ferguson et Paul MacDonald                                     |             |      |
| Bronze   | Canoë-kayak | K1 500 m Hommes             | Paul MacDonald                                                     |             |      |
| Bronze   | Aviron      | Skiff                       | Eric Verdonk                                                       |             |      |
| Bronze   | Aviron      | Quatre avec barreur         | Chris White, Ian Wright, Andrew Bird, Greg Johnston et George Keys |             |      |
| Bronze   | Aviron      | Deux sans barreuse          | Lynley Hannen et Nicola Payne                                      |             |      |
| Bronze   | Natation    | 200 m dos                   | Paul Kingsman                                                      |             |      |
| Bronze   | Natation    | 200 m papillon              | Anthony Mosse                                                      |             |      |
| Bronze   | Voile       | Finn hommes                 | John Cutler                                                        |             |      |
| Bronze   | Équitation  | Concours complet par équipe | Andrew Bennie, Margaret Knighton, Tinks Pottinger, Mark Todd       |             |      |